# Mötet i Arboga 1438
Mötet i Arboga 1438 var en sammankomst som hölls i Arboga för att diskutera och besluta om Sveriges angelägenheter. Det inleddes den 2 mars 1438 och avslutades samma månad.
Mötet förgicks av förhandlingar med Erik av Pommern och under mötet den 6 mars nedlade Karl Knutsson (Bonde) sitt rikshövitsmannnaskap.